# إندري شائع
إندري شائع أو العَنْدَرِي أو العَنْدَرِيس (الاسم العلمي:Indri indri) هو النوع الوحيد من جنس الإندري من الفصيلة الأندرية.